# Kreisgericht Birnbaum
Das Kreisgericht Birnbaum war von 1849 bis 1878 ein preußisches Kreisgericht mit Sitz in Birnbaum.

## Geschichte
In Birnbaum bestand bis 1849 das Land- und Stadtgericht Birnbaum, in Schwerin an der Warthe das Land- und Stadtgericht Schwerin. Nach der Märzrevolution wurden diese Gerichte aufgehoben und in der ganzen Provinz Posen einheitlich Kreisgerichte gebildet. In Birnbaum entstand so das Kreisgericht Birnbaum, in Schwerin die Gerichtskommission Schwerin an der Warthe. Es war eines von 16 Kreisgerichten im Sprengel des Appellationsgerichts Posen.
Der Sprengel des Kreisgerichts Birnbaum umfasste den  Kreis Birnbaum mit den Städten Birnbaum, Blessen, Kähme, Schwerin an der Warthe und Zirke mit 45.683 Gerichtseingesessenen (1861). Das zuständige Schwurgericht war das Kreisgericht Meseritz. Gerichtstage wurden in Zirke gehalten. Das Gericht bestand aus einem Direktor und sieben Kreisrichtern.
Im Rahmen der Reichsjustizgesetze wurde das Gerichtswesen in Deutschland 1879 vereinheitlicht. Damit wurde das Kreisgericht Birnbaum aufgehoben und das königlich preußische Amtsgericht Birnbaum mit Wirkung zum 1. Oktober 1879 als eines von acht Amtsgerichten im Bezirk des Landgerichtes Meseritz als Nachfolger gebildet. Das Amtsgericht Schwerin an der Warthe wurde der Nachfolger der Gerichtskommission.